# Manuel Gómiz
Manuel Gómiz y Orts, «Ansaldo». (San Juan de Alicante, 1825 - 1902) fue un terrateniente y político español, propietario de un importante almacén de importación-exportación y miembro de la Junta Provincial de Beneficencia. Director del Sindicato de Riegos de la Huerta de Alicante y alcalde de Alicante de 1890 a 1893.

## Biografía
Manuel Gomiz nació en San Juan de Alicante, por aquel entonces ya separada definitivamente de Alicante y constituida en "Regia Universidad de San Juan y Benimagrell". Fue el 5 de octubre de 1825, tal y como lo recordaba una placa situada en la puerta del recinto amurallado de la Casa-Torre de Ansaldo. Fue colocada allí en 1893 -en recuerdo de tal acontecimiento- junto al escudo nobiliario de sus antepasados los Ansaldo, una de las antiguas familias de caballeros que vinieron desde Génova a tierras levantinas para la Reconquista.
Mantuvo los negocios de los Ansaldo de explotación de tierras e importación de productos de ultramar y exportación de vinos, con razón social en un edificio de su propiedad que cumplía las funciones de oficina-almacén en la calle de Ramales, desde donde desarrolló una gran actividad comercial en el Puerto de Alicante y también como asentista de víveres. En los años 1860 fue uno de los veinte mayores contribuyentes, por contribución industrial y comercial, de la provincia; llegaría a ser el séptimo en 1871.
En 1874 se casó en la Iglesia de El Salvador con Balbina Poveda y Alberola, hija de quien fuera ilustre notario de Muchamiel y San Juan, José Poveda (a la sazón hermano de un diputado provincial). Nieta por línea materna de José Alberola y Beviá, el mayorazgo de este antiguo y noble apellido vinculado a la Villa de Muchamiel.
Manuel Gomiz era propietario de fincas urbanas como la Casa-palacio de la familia Ansaldo situada junto al Ayuntamiento, casa que -todavía- se encuentra atravesada por el pórtico de Ansaldo (ya en el siglo XVIII aparece con ese nombre en el nomenclátor de calles de la ciudad en honor de su familia); también del palacete arrendado a la Delegación de Hacienda (hoy sede de la Universidad de Alicante) situado junto al del marqués de Benalúa; el citado edificio-almacén de la calle de Ramales donde desarrollaba su actividad económica, edificios arrendados en la calle Bailén, casas en el Raval Roig; “Villa Balbina” entre la calle de Plus Ultra (hoy Donoso Cortés) y carretera de Villafranqueza (hoy avda de Jijona)…y rústicas como por ejemplo la enorme “Torre Ansaldo” o “Gamborino” dedicada a la cría de caballos en San Juan. En el término municipal de Muchamiel: “El Alluser”, “Colomina”, “L‘Arbre Blanc” entre otras, o la “Alquería de los Alberolas” de la familia de su esposa. También poseía tierras y masías en Busot (donde su tío político era el notario Vicente Brotons y Beviá), en Pinoso…y huertos en  Altea y Campello, a lo que había que añadir otras que eran propiedad de su esposa. También diversas inversiones en bancos, canteras, minas o cines.
En 1880 fue Director del Sindicato de Riegos de la Huerta de Alicante.

## Política
Entró en política con la sabiduría que le proporcionaban sus 63 años y el bagaje de haber triunfado en su actividad económica, de tener amistades tanto monárquicas como republicanas. En el Partido Republicano Posibilista estaban los hermanos Maisonnave, en el Partido Liberal amigos como Adrián Viudes Girón o Bushell (que pasó de las filas liberales a las liberal-conservadoras)… pero sus ideales políticos, dentro de la moderación, siempre fueron monárquicos y conservadores.
Dentro del sistema pactado en la Restauración se afilió al Partido Liberal-Conservador, que en 1885 se hallaba dividido en dos facciones: los canovistas y los romeristas. En 1888 fue nombrado vocal de la Junta Provincial de Beneficencia y tuvo la oportunidad de conocer de primera mano las propuestas de Francisco Silvela para reformar el sistema asistencial, corriente de opinión a la que nunca abandonaría. En 1889 estando ya reunificadas las dos facciones y con Cánovas en la presidencia del Gobierno, el concejal Rafael Viravens Pastor, antiguo moderado de la Unión Liberal y auténtica alma mater del Partido Liberal-Conservador en la circunscripción alicantina (supracomarcal), le explicó el interés del comité conservador en atraerlo a la primera línea de la política municipal. Se celebró durante una comida en la finca “Getsemaní” propiedad de Viravens que pasó a la historia de Alicante por ese hecho.
El diario "La Patria", poco antes de entrar en el Ayuntamiento, publicaba el 16 de diciembre una editorial en la que, si bien reconocía la categoría personal de Gómiz, advertía de su falta de experiencia en “las lides electorales”. Todavía no lo conocían, no sabían que tras su carácter apacible se escondían una firmeza en sus convicciones y tenacidad.
Accedió a la Alcaldía el 29 de diciembre de 1890 en sustitución del alcalde Terol que había sido depuesto por el Gobierno civil de acuerdo con los mecanismos administrativos de la época, y fue nombrado por la Reina Regente María Cristina de Habsburgo-Lorena hasta el final del bienio de los liberales. Una vez terminado, el 24 de abril de 1891 fue nombrado de nuevo alcalde por un bienio que ya era de los conservadores, tal y como se acordó en el «Pacto del Pardo» para la restauración borbónica en España.

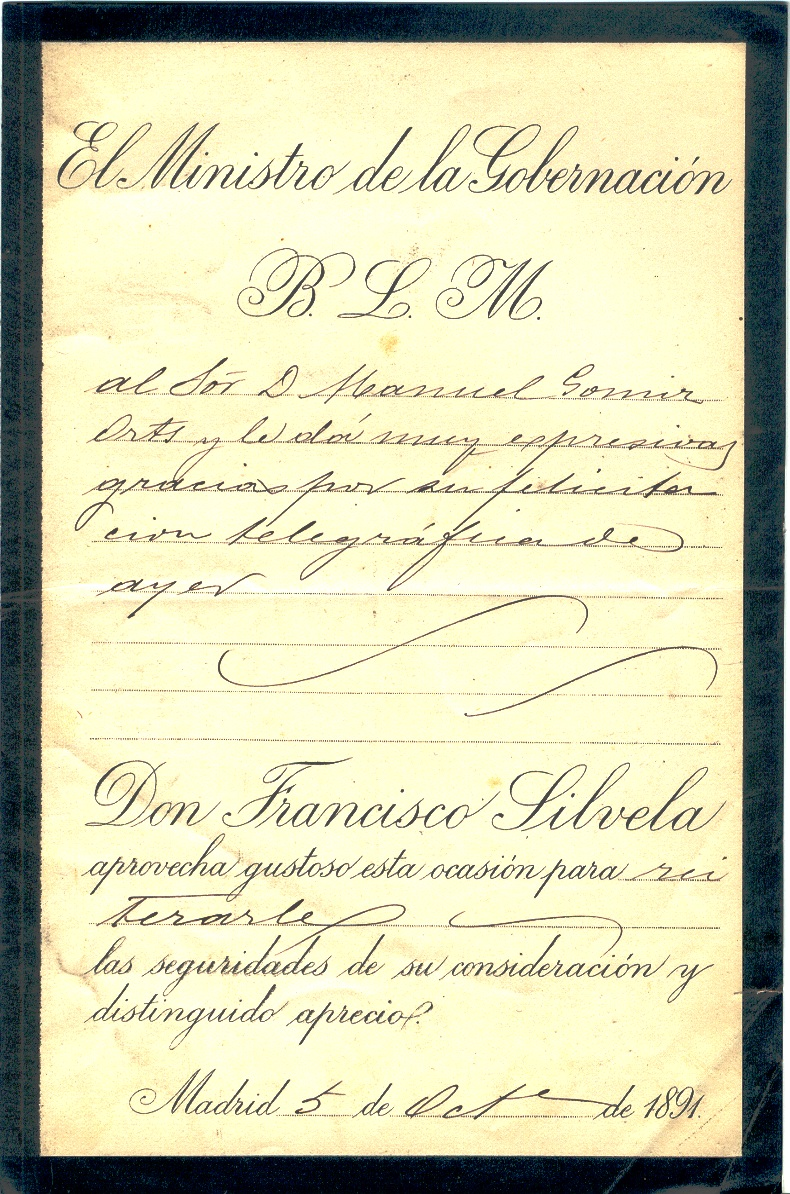
El ministro y líder del Regeneracionismo Francisco Silvela saluda oficialmente al alcalde Gómiz

Manuel Gómiz comulgaba con las ideas regeneracionistas cuyo máximo defensor era Francisco Silvela, en ese momento ministro de Gobernación, que abogó por destruir la figura del cacique e impedir su injerencia en la política municipal. El alcalde Gómiz tenía muy clara la necesidad de alejar el clientelismo político del Ayuntamiento, delimitar cual era el interés público y cuales eran los intereses privados de los regidores, y hacer cumplir la Ley y las Ordenanzas municipales sin distinciones. Llevó a cabo un endurecimiento en los procesos de cobro de los tributos, las multas y demás ingresos municipales. Puso orden en la provisión de puestos de guardias municipales y demás empleados públicos cuyo sueldo no excediera de 1.750 ptas.
La importancia del Ensanche de Alicante era tal que puso todo su ímpetu y su red de amistades al servicio del proyecto. Logró desbloquear de la Academia de Bellas Artes de San Fernando contactando directamente con el Secretario, Simeón Ávalos y que fueran aceptados los primeros planos del Ensanche de Alicante en el Congreso, imperativo para poder acogerse a la Ley de Ensanches de 1876 y tener autorización para expropiar poder desarrollarse por el oeste y el norte de la ciudad. En todo este asunto contó con la colaboración de su amigo el diputado Enrique Bushell y Enrique Arroyo Rodríguez, líder de los liberales en la ciudad. Estas actuaciones sentaron las bases para poder sacar adelante, cumpliendo los preceptos de la siguiente Ley de 1892, el texto legislativo de carácter especial por el que el Congreso concedió la autoridad necesaria al Ayuntamiento de Alicante para poder efectuar el ansiado Ensanche de la ciudad: Ley de 25 de agosto de 1896.
Por el norte de la ciudad se llevaron a cabo importantes actuaciones urbanísticas, destacando la iluminación de los barrios de Las Carolinas y el actualmente conocido por barrio de Campoamor tal y como se había hecho en la calle Mayor que fue la primera calle iluminada de Alicante el 14 de abril de 1892; el desmonte de la muralla en el área de la calle del Molino (hoy Ángel Lozano), urbanización de la avda de Alfonso X el Sabio y las calles adyacentes, así como el plantado de árboles; la rehabilitación y adecentamiento de los alrededores del Teatro Principal… Hacia el este y partiendo del Teatro se comunicó la ciudad con el barrio aislado que había en la entonces montañeta (hoy plaza de la Montañeta) a través de la calle de Riego (hoy calle del Teatro) que inauguró el alcalde recorriéndola con su propio carruaje: además se construyó el puente sobre el Barranco de San Blas (hoy avda de Salamanca) que comunicó el barrio de San Blas con la ciudad; urbanización del paseo del Dr. Gadea hasta la plaza de San Francisco (hoy de Calvo Sotelo) y, todavía más al este, se puso la primera piedra de la estación de tranvías que se iba a construir en el barrio de Benalúa. En resumen, se trató de unir -en la medida de lo posible- los distintos núcleos urbanos con la ciudad e ir preparándola para el futuro ensanche, aprovechando siempre esas circunstancias para aplicar medidas de carácter social que mejorasen las condiciones de vida de los menos favorecidos que habitaban el extrarradio.
Se abrieron en Alicante, entre otros, los siguientes centros formativos y sociales como la “Sociedad de Profesores y Peritos Mercantiles” de Blas de Loma, el “Foto-Club” y a destacar el “Círculo Obrero” que los socialistas pudieron abrir en la calle de Liorna (hoy López Torregrosa) su primer local en Alicante. Hacer mención del agradecimiento mostrado por este joven Partido Socialista que se llevaron la sorpresa de que este Ayuntamiento permitió que el histórico Pablo Iglesias diera su primer mitin en Alicante que fue celebrado en el «Teatro Circo» el 2 de enero de 1891; el tema central fue la Jornada de ocho horas.
El alcalde, junto con Enrique Arroyo, Bushell, Manresa y el marqués del Bosch, solicitó infructuosamente el indulto ante el presidente del Consejo y el ministro de la Guerra, para el carabinero Manuel Rey condenado a muerte, tal y como era el sentir de toda la población alicantina.
En julio de 1891 acordó su Corporación la creación de la Banda Municipal para amenizar las fiestas alicantinas y dar, así, salida a los mejores alumnos de la escuela municipal de música de la ciudad; fueron famosos los festejos taurinos celebrados ese año y el siguiente en los que el alcalde Gómiz trajo a «Lagartijo», «Guerrita», «Cara-Ancha», «Bonarillo»…todo primeras espadas de la época.  En las fiestas patronales de ese año fue el primer alcalde de Alicante en visitar el Club de Regatas (RCRA), que se encontraba situado en su primitivo edificio de madera frente al malecón, que organizó regatas de remo.

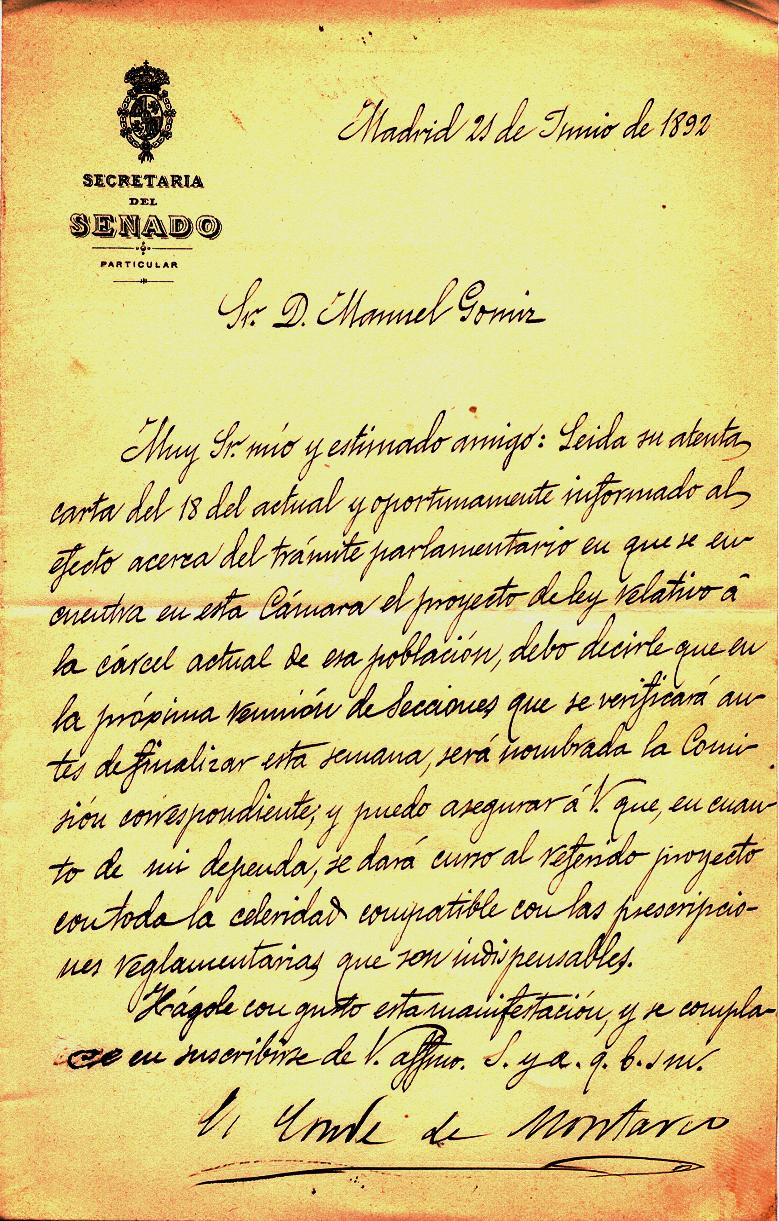
El conde de Montarco se dirige al alcalde Gómiz sobre el Proyecto de Ley de la nueva cárcel para Alicante

Retomó el asunto de la Nueva Cárcel antigua aspiración alicantina que permitiría liberar el edificio de la plaza de las Barcas (hoy oficina de Correos) y mejorar el entorno de la plaza. Siguió el buen consejo recibido de Juan Maisonnave Cutayar, siempre agradecido por el interés tomado por el alcalde conservador de continuar las procesiones civiles en recuerdo de su hermano y la estatua a colocar en el arranque de la futura avenida Maisonnave, que le recomendó seguir el mismo procedimiento que el Ayuntamiento de Barcelona. Aprovechó la invitación del alcalde Coll para acudir a la 1.ª Exposición General de Bellas Artes de Barcelona y -lo hizo acompañado de una comitiva en la que destacó el pintor Lorenzo Casanova Ruiz- fue a conocer de primera mano como lo lograron… presionó mediante todas las fórmulas posibles en el Congreso y en el Senado a través de los senadores José Manresa -el jurisconsulto del Código Civil- y Nilo Fabra -legendario periodista- que fueron nombrados miembros de la Comisión encargada de poner en marcha el proyecto de la cesión de los terrenos y se valió de su amistad con el gobernador Eduardo de Hinojosa y Naveros. Al final consiguió su propósito y el 4 de agosto de 1892 se colocó la primera piedra de la cárcel en el solar donado por Los Diez amigos.
Ante las irregularidades en el Suministro de agua y de su calidad, en 1891 convocó un concurso público al objeto de escoger una nueva opción más justa y beneficiosa para la ciudad. Siempre tuvo el acertado consejo de Manuel Antón y Ferrándiz diputado conservador y pariente de su esposa. La concesión de abastecimiento de aguas a la ciudad la detentaba una sociedad británica, a la cual José Mª de Aguilera IV marqués de Benalúa -propietario de los pozos de La Alcoraya-, había traspasado sus derechos y el alcalde Gómiz, en nombre de la ciudad, le retiró la concesión por incumplimiento de las condiciones, tras un brillante informe del alcalde. Si bien se convocó el concurso, el gobernador civil eximió al Ayuntamiento de tener que celebrarlo y en Pleno decidió que fuera Enrique Coucourte, propietario de pozos en Sax el nuevo concesionario. El citado marqués Aguilera presentó un recurso que terminaría perdiendo pero que logró retrasar el nuevo suministro. Tras mucho padecer la ciudadanía por la baja calidad del servicio, en 1898 se inauguró el nuevo abastecimiento.
Se otorgó una corona de laurel con botones de oro al poeta del momento José Zorrilla en reconocimiento de toda su obra y agradecimiento del poema “Alicante” publicado en el diario de Madrid "El Liberal" en febrero de 1892.

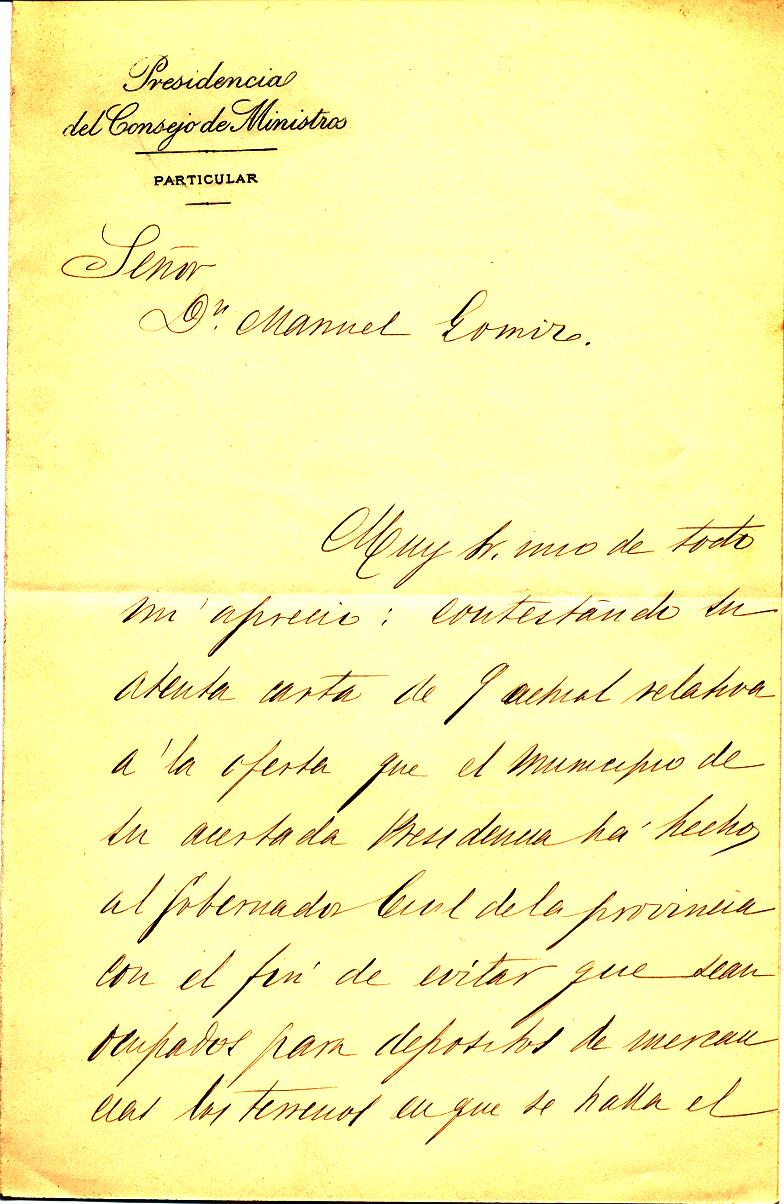
El Presidente Antonio Cánovas contesta al alcalde Gómiz favorablemente...(anverso)

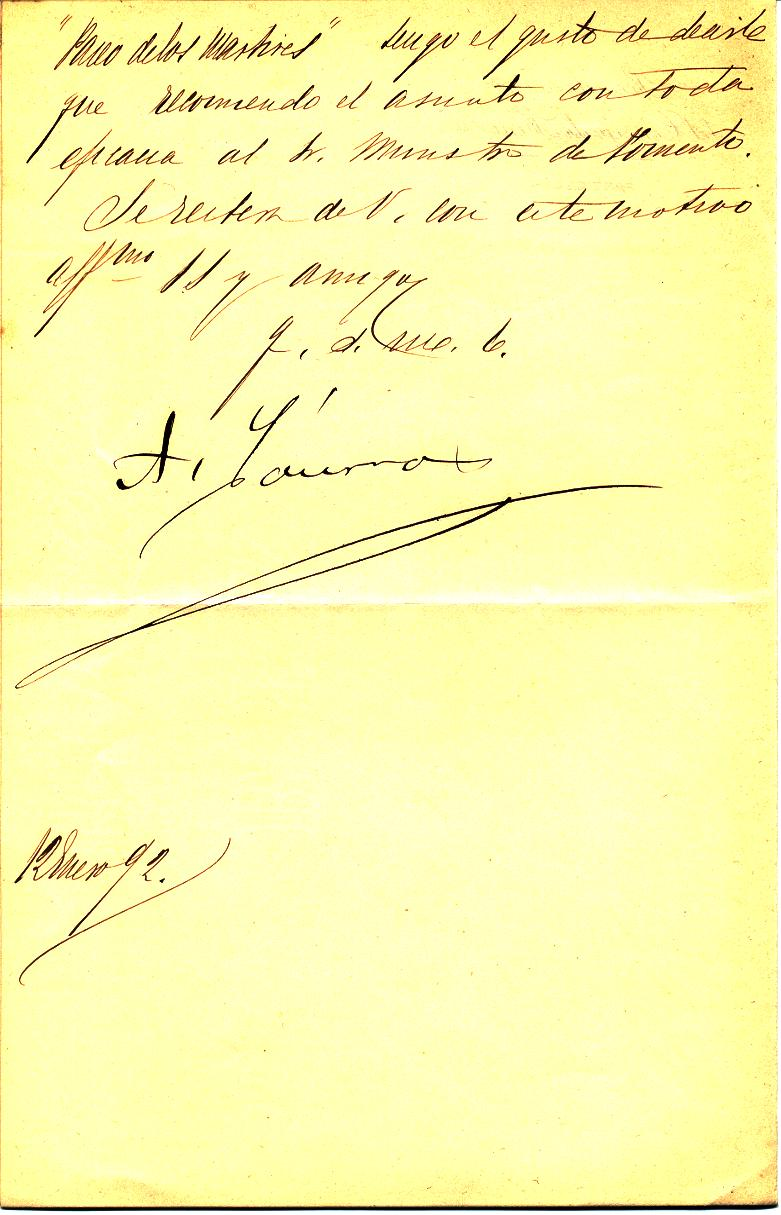
(reverso)...a la ampliación del "Paseo de los Mártires" a costa de la zona de servicios de almacenaje del Puerto de Alicante.

Su otra gran preocupación fue el Turismo y su directa vinculación con la fachada marítima, imagen de Alicante para los visitantes venidos del mar, y para los cada vez más numerosos visitantes provenientes del resto de la península. Sabedor de la importancia de un paseo marítimo en condiciones y una playa limpia que propiciasen la instalación de balnearios de 1.º nivel que atrajesen a los turistas, se puso manos a la obra teniendo como ejemplo los paseos de La Concha en San Sebastián y de El Sardinero en Santander. También se trabajó para lograr el permiso necesario para construir el paso a nivel con el que poder acceder a la playa del Postiguet. El 6 de abril de ese mismo año el Ayuntamiento en Pleno decidió rotular el paseo de la playa del Postiguet con su nombre, con el único voto en contra del propio alcalde. Una vez aprobado, y por exigencia del alcalde, se reconoció públicamente por el Ayuntamiento el apoyo brindado por el comandante de Marina Emilio P. del Pobil. También se realizaron labores de ornato y embellecimiento del entonces paseo de los Mártires y hoy de la Explanada de España.
Gran conocedor de la importancia y los asuntos del Puerto de Alicante, y plenamente consciente de la necesidad de espacio para poder acumular mercancías que enviar y recoger allende los mares, 1.º logró el Depósito provisional de Mercancías en terrenos próximos a la Aduana y 2.º asumió la vieja demanda de ampliación del muelle viejo mediante la ampliación de terrenos ganados al mar. Quiso aprovechar las buenas relaciones logradas con el ministro Aureliano Linares Rivas y su director general de Obras Públicas, Bernardino de Melgar, y se presentó desde su Corporación un proyecto de ampliación que debido a los ceses y cambios de titular del Ministerio de Fomento (lo sustituyó Moret, y a éste Groizard) no fue contestado hasta 1894 tiempo después de dimitir Gómiz, y en sentido negativo. No sólo se echó en falta al alcalde en el seguimiento del proyecto, también a los diputados y senadores que lo apoyaron siempre. Pero la fortuna no abandonó a Alicante y José Canalejas lo haría posible en 1900 con la potenciación de la Junta de Obras del Puerto, no en balde el Ayuntamiento de Gómiz había hecho, el 23 de enero de 1891, Hijo Adoptivo de Alicante a Canalejas.

### Anécdotas
Entre las muchas anécdotas que nos dejó, ilustrativas de su carácter, algunas contadas por el periodista Virgilio Miralles en un artículo publicado en 1957 por el Diario Información, destacamos estas dos:
Recién iniciado su bienio, apercibido por el arquitecto municipal Guardiola, sobre el mal estado de las casas y el entorno en los alrededores del «Teatro Principal», visitó la zona y decidió su derribo, así como su saneamiento y urbanización (que daría lugar a los jardines laterales del Teatro). Dio 15 días a los propietarios de esos edificios (todos ellos hombres influyentes de la ciudad) para que los derribaran. En aquella época nadie conocía la seriedad del carácter del alcalde Gómiz, sólo su bonhomía y creyeron que se achantaría… Terminado el plazo, a las 6:00 de la mañana del día siguiente, estaban los albañiles municipales con el alcalde a la cabeza, y procedieron al derribo de toda la zona. Más tarde, el alcalde les paso la factura por tener que realizar el derribo el propio Ayuntamiento y les impuso multa por incumplir el plazo marcado para ello.
Recordamos también la de Guillermo Ribelles, carnicero en el «Mercado de Abastos» -en aquella época se encontraba entre lo que hoy es la calle San Fernando y la Rambla- con cierta fama de pendenciero que, hallado culpable de la infracción de alterar el peso de la carne en su puesto, le espetó al guardia municipal que fue a cobrarle la multa: “únicamente la pagaré si viene el mismo alcalde a cobrarla en persona… y entonces lo haré con la punta del cuchillo”.  Al día siguiente se presentó el alcalde a cobrarle la multa, el carnicero desconcertado dijo “era sólo una broma” y el alcalde Gómiz, además, le cobró un recargo por tener que venir a cobrarle en persona y en la punta del cuchillo.

### Dimisión
Aunque el Partido Liberal-Conservador en teoría se había unificado, el alcalde Gómiz desde el inicio de su mandato se vio envuelto en las cuitas personales de las dos antiguas facciones en que se halló dividido en los años 1880. El máximo exponente del caciquismo en la provincia de Alicante, José de Rojas, no tardaría mucho en hacerse notar y las divisiones internas volvieron a manifestarse en 1892, con la precampaña de las elecciones legislativas de 1893.
En Alicante la división del Partido Conservador se vivió de forma característica, totalmente centrado en la persona del marqués del Bosch: quién estaba con Rojas era considerado canovista y quién estaba contra Rojas automáticamente era considerado romerista. El sector romerista, además de los convencidos, fagocitó a todos los críticos con el marqués, fuesen o no seguidores a nivel nacional de  Francisco Romero Robledo.
Manuel Gómiz no pertenecía al sector crítico llamado romerista, era seguidor de la corriente de opinión interna denominada silvelista lo que quería decir que despreciaba el caciquismo sobre el que se sustentaba el sistema. Entroncaban con el regeneracionismo, no cuestionaba el liderazgo de Antonio Cánovas del Castillo, a diferencia del romerismo.
Además, a lo largo de su mandato, siempre miró por los intereses de la ciudad y cuando fue necesario se valió del apoyo de diputados, senadores, concejales…fuesen del color político que fuesen para sacar adelante sus proyectos para Alicante. Su postura excesivamente pragmática para la época debilitó su posición en el comité del partido dominado por los ultraconservadores, y sí añadimos que a José de Rojas le resultaba incómodo Gómiz, pues no quiso plegarse a sus propios intereses personales que trató de identificarlos con los del propio partido (p ej, el asunto del Palamó) nos podemos imaginar quién perdió en el envite.
Tras la dimisión de Silvela en diciembre de 1891 su situación interna en el partido quedó muy debilitada, y desde principios de 1892 el marqués puso al alcalde en el disparadero. En octubre de ese mismo año le retiró el apoyo de sus dos concejales conservadores. Si la prensa ultraconservadora, afín a José de Rojas nunca lo trató con la consideración debida, a partir de ahí el propio periódico de Rojas, "La Monarquía", empezó a desprestigiarlo para debilitar su posición en la Corporación.
Los partidarios del marqués lo llamaban «muchamelero» por ser la patria chica de su esposa, gentilicio de otro término municipal ajeno a los intereses de la ciudad. La respuesta de sus partidarios, que eran más y pertenecían a todos los estratos sociales, no se hizo esperar y comenzaron a popularizar su sobrenombre de «Ansaldo» con el que pasó a la Historia, como prueba de su alicantinismo recordando que sus antepasados ya habitaban en la capital de la provincia en siglo XVI.
Por suerte para el alcalde tenía el respeto de las gentes, y continuó con los concejales afines a Viravens y al conde consorte de Vía Manuel -jefe provincial de los conservadores-, los de Maisonnave -jefe de los republicanos- y los de Gadea y el marqués de Río Florido (liberales-fusionistas) que eran mayoría y lo apoyaron hasta que consideró tener encauzados todos sus últimos proyectos. El 14 de enero de 1893, casi seis meses antes de finalizar su bienio dimitió y, sin darse de baja en el partido, se fue a casa como el caballero que era.
A partir de ese momento entró en la Alcaldía el Dr. Gadea con quien Gómiz fraguó un pacto de continuidad de los proyectos más importantes para la ciudad, lo cual no fue difícil porque los liberales siempre le apoyaron a lo largo de su mandato:
1. Culminar el proyecto de abastecimiento de Aguas de Sax para la ciudad, así como las obras de higiene y sanidad.
2. Continuar el proyecto de Ensanche de la ciudad.
3. Potenciar el incipiente turismo como futura fuente de ingresos.
4. Ampliación del Puerto, motor de la “Economía alicantina”, clave para dar salida a la industria y la Huerta de Alicante.

### Despedida
Fue homenajeado por la clase política alicantina en el Restaurante de Bossio, tal y como relata "El Graduador"', en un banquete que fue presidido por el alcalde José Gadea Pro con la asistencia de casi toda la Corporación y que terminó en Casa del propio Gómiz, en el Pórtico de Ansaldo esquina con la entonces la plaza de Alfonso XII (hoy c/Altamira - pza. del Ayuntamiento) donde le fue entregado un álbum de piel de Rusia firmado por cerca de 1.500 alicantinos (lo que daba para un escaño en el Congreso) que quisieron demostrarle sus afectos. Desde el gobernador militar y otros militares de alto rango, pasando por los canónigos y el abad de la Colegiata de San Nicolás, diputados y senadores, médicos, abogados, arquitectos, periodistas…, en representación de la Administración civil su jefe Miguel Pascual de Bonanza y Castillo, de la Enseñanza su director José Ferrándiz, Bernacer de la Escuela de Comercio, Campos Torremocha de la Academia de Música y Juan Cabot de la Escuela Laica, pintores como Lorenzo Pericás Ferrer o Francisco Bushell… de la Cámara de Comercio su presidente Carlos Faes y muchos comerciantes, casi todo el cuerpo consular, sociedades benéficas, la mayor parte de los conservadores, liberales como el marqués de Río Florido, el barón consorte de Mayals Alejandro Harmsen o el ex –alcalde R. Terol, republicanos …y todos ellos junto a gentes anónimas, alicantinos sencillos agradecidos a su alcalde.
Uno de los diarios que defendió su gestión y acusó al órgano de propaganda de José de Rojas de sectarismo fue "El Alicantino", y al momento de su dimisión, acontecida el 14 de enero de 1893 destacó que por fin el periódico "La Monarquía" reconocía la magnífica gestión de Gómiz en la defensa de los intereses alicantinos durante su mandato, recordando que a su entrada “practicado el balance de existencias del Ayuntamiento había 42’15 pesetas... y abandonaba el Ayuntamiento con 137.331’78 pesetas” de las de entonces, además de las muchas mejoras realizadas en la ciudad y proyectos puestos en marcha gracias a su capacidad de entenderse con todo el mundo, al margen de las ideas políticas que tuviese y a la clase social que perteneciese.
El 17 de marzo de ese año, Manuel Gómiz escribió una carta al director de "La Correspondencia Alicantina", propiedad de Campos Vassallo (sobrino de Antonio Campos Doménech), periódico considerado independiente y de corte liberal-conservador, agradeciendo el homenaje recibido y el reconocimiento diario de su labor en el Ayuntamiento.
Tras cerrar sus negocios de importación-exportación, en abril de 1893 alquiló el edificio de la calle de Ramales (hoy Reyes Católicos), al Estado para albergar el Instituto Provincial de Enseñanza Media de Alicante que abandonó su sede del edificio de «La Asegurada» y, además, albergó el Observatorio Meteorológico.
Manuel Gómiz, viudo desde 1898, falleció el 17 de diciembre de 1902. Fue colocada una placa en la puerta de su Casa-palacete junto al Ayuntamiento recordando la fecha de su fallecimiento.
Tuvo dos hijos: su hijo Manuel, brillante alumno del Colegio de los Jesuitas de Orihuela y médico por la Universidad de Barcelona, que falleció en 1902 poco antes de casarse y Balbina Gómiz y Poveda, casada en 1900 con el valenciano Dr.  Gabriel Montesinos y Donday, teniente-médico de la Armada condecorado en la guerra de Cuba que en 1916 fue elegido presidente del Círculo Maurista de Alicante.
Su nieto D. Manuel Montesinos Gómiz también fue alcalde de Alicante.

## Referencias

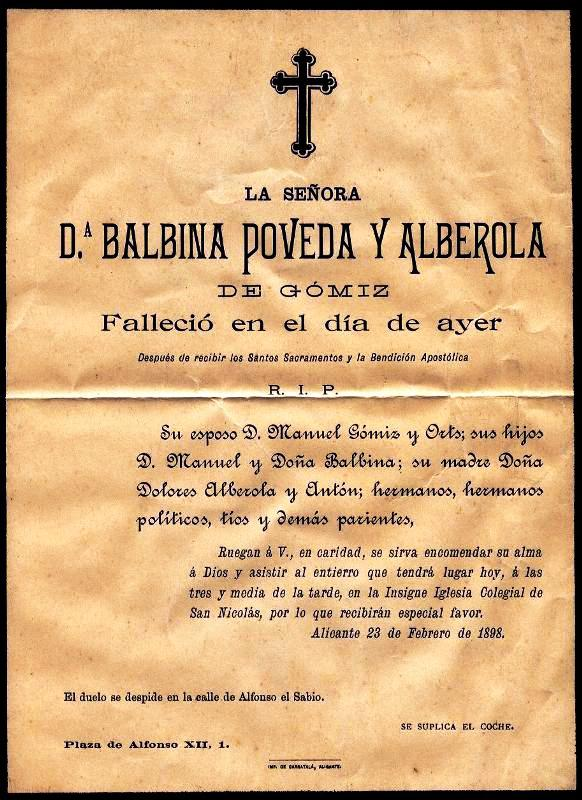
Esquela de Balbina Poveda y Alberola, Sra de Gomiz. 1898

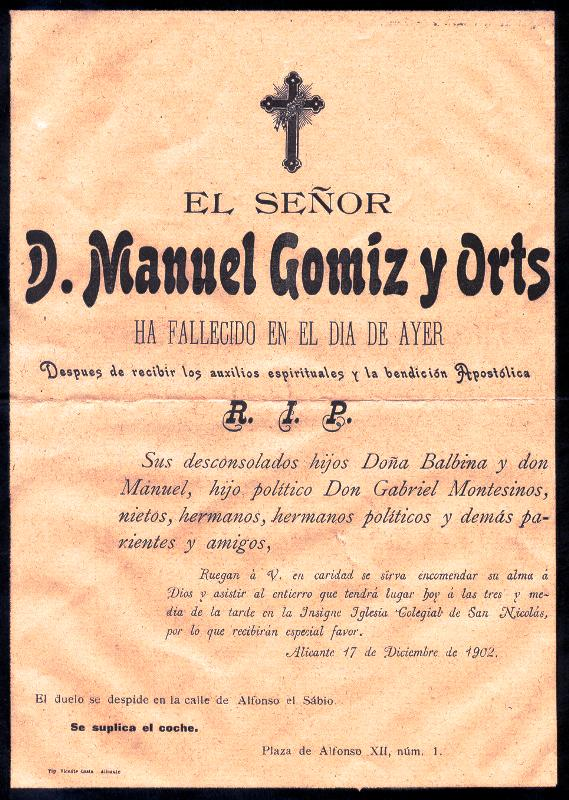
Esquela del Alcalde Gomiz. 1902